# سائس گترز
سائس گترز (انگلیسی: SAES Getters) شرکت الکترونیک ایتالیایی است، که در سال ۱۹۴۰ تأسیس شد.